# 黒岩大助
黒岩 大助（くろいわ だいすけ、1916年 - 1983年10月28日）は、日本の気象学者。電子顕微鏡研究から気象学に転じた経歴を持つ。

## 来歴
高知県に生まれる。1940年に東京物理学校（現・東京理科大学）を卒業後、逓信省電気試験所（現・産業技術総合研究所）に入所し、電子顕微鏡の研究に従事する。1942年に電子顕微鏡の一般向け解説書である『電子顕微鏡』を刊行した。日本電子の設立者である風戸健二は、本書を読んで電子顕微鏡研究を志したという。
1943年、電子顕微鏡を雪の結晶や霧の核の研究に活用する目的で中谷宇吉郎に招かれ、北海道帝国大学低温科学研究所の助手に就任。根室・千島地方で採取した霧粒子の核を電子顕微鏡（日立製作所製）で撮影することに世界で初めて成功する。この撮影は核の物質特定に影響を与え、その点が評価されて1955年に気象学会賞を受賞している。黒岩自身ののちの記述によると、霧の研究は陸軍からの「飛行場の滑走路上の霧を消す」要請がその目的であった。
太平洋戦争後の1950年代後半以降は北海道大学低温科学研究所で教授として雪の研究を手がけ、1967年に日本雪氷学会賞を受賞。1972年札幌オリンピックに際しては、スキーやボブスレーのコース設営について研究・助言を行った。
1980年に紫綬褒章を受章。
1983年10月28日、閉塞性黄疸により死去。

## 著書
- 『電子顕微鏡』ラジオ科学社、1942年
- 『スキーヤーのための雪の科学』共立出版《科学ブックス》、1972年
- 『雪の科学』共立出版、1977年

## 論文
- 吉田順五, 黒岩大助「積雪の粒の形を表わす數について」『雪氷』第11巻第1号、日本雪氷学会、1949年、1-5頁、doi:10.5331/seppyo.11.1、ISSN 0373-1006、NAID 130000909245。
- 黒岩大助「積雪の電媒常数」『科学』第20巻第5号、岩波書店、1950年5月、43-44頁、ISSN 00227625、NAID 40017544791。
- 黒岩大助「プロペラの着氷」『低温科学』第6号、北海道大學低温科學研究所、1951年3月、11-22頁、NAID 110001825492。
- 黒岩大助「積雪の誘電的性質」『低温科学』第8号、北海道大學低温科學研究所、1951年12月、1-57頁、NAID 110001825363。
- 黒岩大助「電子顯微鏡による霧核の研究（續報） : ニセコアンヌプリ山頂における雲粒の核について」『低温科学』第10号、北海道大學低温科學研究所、1953年3月、39-52頁、NAID 110001823837。
- 黒岩大助「過冷却した霧のなかでの樹霜の成長」『低温科学 物理篇』第13号、北海道大學低温科學研究所、1954年12月、ISSN 04393538、NAID 110001717140。
- 黒岩大助, 山地健次「振動法による積雪の粘弾性の研究 Ⅱ」『低温科学 物理篇』第15号、北海道大學低温科學研究所、1956年11月、ISSN 04393538、NAID 110001716776。
- 黒岩大助「電子顕微鏡による海霧の凝結核及び海洋性エアロゾルの物理的ならびに化学的性質の研究」『低温科学 物理篇』第16号、北海道大学低温科学研究所、1957年12月、ISSN 04393538、NAID 110001716657。
- 黒岩大助「水は何度で凍るか」『冷凍』第33巻第363号、日本冷凍空調学会、1958年1月、doi:10.11501/3291268、ISSN 00343714、NAID 40018637460。
- 黒岩大助, 山地健次「多結晶及び単結晶の氷の内部摩擦」『低温科学 物理篇』第18号、北海道大学低温科学研究所、1959年11月、97-114頁、ISSN 04393538、NAID 110001716512。
- 黒岩大助「雪の結晶の腐蝕」『低温科学 .物理篇』第24号、北海道大学低温科学研究所、1966年3月、57-80頁、ISSN 04393538、NAID 110001715761。
- 黒岩大助「氷の表面の液状層と焼結」『雪氷』第30巻第5号、日本雪氷学会、1968年、131-141頁、doi:10.5331/seppyo.30.131、ISSN 0373-1006、NAID 130000905649。
- 黒岩大助, 小林禎作, 若浜五郎, 藤野和夫, 堀口薫, 田沼邦雄, 鈴木重尚, 成瀬廉二, 北原武道, 佐藤尚之「下藤野リュージュコース,北の峯アルペン競技コース,及び大雪山アイスバーンの雪質調査」『低温科学 物理篇』第26号、北海道大学低温科学研究所、1969年3月、249-267頁、ISSN 04393538、NAID 110001715373。
- 黒岩大助, 若浜五郎, 藤野和夫「蔵王の樹氷調査報告」『低温科学 物理篇』第27号、北海道大学低温科学研究所、1970年3月、131-134,図2p、ISSN 04393538、NAID 110001714945。
- 北原武道, 黒岩大助「積雪の圧密化に伴なう比抵抗の変化」『低温科学 物理篇』第28号、北海道大学低温科学研究所、1971年3月、113-124,図1p、ISSN 04393538、NAID 110001714483。
- 黒岩大助「第11回札幌オリンピック冬季大会における雪氷調査」『低温科学 物理篇』第30号、北海道大学低温科学研究所、1973年3月、145-162頁、ISSN 04393538、NAID 110001707933。
- 若浜五郎, 黒岩大助, 小林大二, 田沼邦雄, 遠藤八十一, 水野悠紀子, 小林俊一「氷河内滲透水の観測」『低温科学 物理篇』第31号、北海道大学低温科学研究所、1974年3月、209-220頁、ISSN 04393538、NAID 110001707820。
- 黒岩大助「日本における雪の研究とその展望」『日本物理学会誌』第31巻第10号、日本物理学会、1976年、756-764頁、doi:10.11316/butsuri1946.31.756、ISSN 0029-0181、NAID 110002067948。
- 黒岩大助「低温の応用と将来(<小特集>低温工学)」『日本機械学会誌』第80巻第709号、日本機械学会、1977年、1246-1247頁、doi:10.1299/jsmemag.80.709_1246、ISSN 00214728、NAID 110006283990。
- 黒岩大助「海外における送電線着雪事故調査について」『雪氷』第44巻第1号、日本雪氷学会、1982年、43-47頁、doi:10.5331/seppyo.44.43、ISSN 0373-1006、NAID 130000907888。